# Contea di Nassau-Saarbrücken
La contea di Nassau-Saarbrucken fu una sezione del Ducato di Nassau, che fu uno stato dell'attuale Germania.

## Storia
Il primo regnante della casata dei Nassau-Saarbrücken fu Filippo I di Nassau-Weilburg il quale, essendo figlio di Giovanni I e di Giovanna di Francia, figlia a sua volta di Giovanni II, ereditò la contea di Saarbrücken dalla madre.
Filippo I resse quindi sia la contea di Nassau-Saarbrücken che quella di Nassau-Weilburg che aveva ereditato dal padre e nel 1393 ereditò attraverso la moglie Giovanna di Hohenlohe anche le signorie di Kirchheimbolanden e Stauf. Egli ricevette anche la metà della contea di Nassau-Ottweiler nel 1393 ed altri territori minori. Dopo la sua morte nel 1429 i territori attorno a Saarbrücken e quelli lungo il fiume Lahn vennero mantenuti sino al 1442, quando vennero nuovamente divisi tra i suoi figli nelle linee di Nassau-Saarbrücken (ad ovest del Reno) e di Nassau-Weilburg (ad est del Reno).
Nel 1507 il conte Giovanni Luigi I ampliò significativamente i propri domini sposando Caterina, figlia dell'ultimo conte di Moers-Saarwerden e nel 1527 ne ereditò la contea di Sarrewerden con la signoria di Lahr. Dopo la sua morte nel 1544 la contea venne divisa in tre parti con la fondazione di tre corrispettive linee (Ottweiler, Saarbrücken e Kirchheim) tutte estinte nel 1574 e tutte riunite nei possedimenti di Nassau-Saarbrücken dei Nassau-Weilburg sino al 1629. Questa nuova divisione ad ogni modo non venne resa effettiva sino alla fine della Guerra dei Trent'anni e pertanto nel 1651 vennero a formarsi tre contee: Nassau-Idstein, Nassau-Weilburg e Nassau-Saarbrücken.
Appena otto anni dopo, il Nassau-Saarbrücken venne nuovamente diviso in:
- Nassau-Saarbrücken, che passò ai Nassau-Ottweiler nel 1723
- Nassau-Ottweiler, che passò ai Nassau-Usingen nel 1728
- Nassau-Usingen

Dal 1728 il Nassau-Saarbrücken venne unito alla contea di Nassau-Usingen che aveva a sua volta già ereditato quelle di Nassau-Ottweiler e di Nassau-Idstein. Nel 1735 il Nassau-Usingen venne nuovamente suddiviso al suo interno in Nassau-Usingen e Nassau-Saarbrücken. Nel 1797 infine il Nassau-Usingen ereditò nuovamente il Nassau-Saarbrücken, che però era già stato annesso alla Francia, riunendo il territorio di Nassau-Weilburg e venendo elevata ad unico ducato sotto il nome di Ducato di Nassau nel 1806. Il primo duca di nassau fu Federico Augusto di Nassau-Usingen che morì nel 1816, lasciando i propri domini a Guglielmo di Nassau-Weilburg.

## Conti poi principi di Nassau-Saarbrücken
| regno        | nome             | nato       | morto      | famiglia                                                                                  |
| ------------ | ---------------- | ---------- | ---------- | ----------------------------------------------------------------------------------------- |
| 1381-1429    | Filippo I        | 1368       | 2-7-1429   |                                                                                           |
| 1429/42-1472 | Giovanni II      | 4-4-1423   | 25-7-1472  | figlio del precedente                                                                     |
| 1472-1545    | Giovanni Luigi   | 19-10-1472 | 4-6-1545   | figlio del precedente                                                                     |
| 1545-1554    | Filippo II       | 25-7-1509  | 19-6-1554  | figlio del precedente                                                                     |
| 1554-1574    | Giovanni III     | 5-4-1511   | 23-11-1574 | fratello del precedente                                                                   |
| 1574-1602    | Filippo IV       | 14-10-1542 | 12-3-1602  | figlio di Filippo III di Nassau-Weilburg                                                  |
| 1602-1627    | Luigi II         | 9-8-1565   | 8-11-1627  | figlio del fratello del precedente                                                        |
| 1625/7-1640  | Guglielmo Luigi  | 18-12-1590 | 22-8-1640  | figlio del precedente                                                                     |
| 1640-1642    | Crato            | 7-11-1621  | 14-7-1642  | figlio del precedente                                                                     |
| 1642-1659    | Giovanni Luigi   | 24-5-1625  | 9-2-1690   | fratello del precedente                                                                   |
| 1642-1677    | Gustavo Adolfo   | 27-3-1632  | 9-10-1677  | fratello del precedente                                                                   |
| 1677-1713    | Luigi Cratone    | 28-3-1663  | 14-2-1713  | figlio del precedente                                                                     |
| 1713-1723    | Carlo Luigi      | 6-1-1665   | 6-12-1723  | fratello del precedente                                                                   |
| 1723-1728    | Federico Luigi   | 3-11-1651  | 25-5-1728  | figlio di Giovanni Luigi                                                                  |
| 1728-1735    | Carlo            | 31-12-1712 | 21-6-1775  | figlio di Guglielmo Enrico I di Nassau-Usingen, cugino di secondo grado di Federico Luigi |
| 1735/42-1768 | Guglielmo Enrico | 6-3-1718   | 24-7-1768  | fratello del precedente che aveva abdicato                                                |
| 1768-1794    | Luigi            | 3-1-1745   | 2-3-1794   | figlio del precedente                                                                     |
| 1794-1797    | Enrico Luigi     | 9-3-1768   | 27-4-1797  | figlio del precedente                                                                     |